# El regalo (Game of Thrones)
«El regalo» es el séptimo episodio de la quinta temporada de la serie de televisión de fantasía medieval Game of Thrones. El episodio fue escrito por los cocreadores de la serie David Benioff & D. B. Weiss y fue dirigido por Miguel Sapochnik. Fue emitido mundialmente el 24 de mayo de 2015.

## Argumento

### En Desembarco del Rey
En la Septa, Lady Olenna se reúne con el Gorrión Supremo para discutir sobre el encarcelamiento de sus nietos, Loras y Margaery. Ella le exige su liberación, pero él la rechaza argumentando que ambos recibirán sus castigos, ya que las leyes de los dioses debe aplicarse a todos por igual. Olenna trata de sobornarlo, pero al no tener éxito amenaza con ponerle fin al envío de alimentos por parte de la casa Tyrell para Desembarco del Rey. Al salir del templo, ella recibe una carta de Petyr Baelish. En la fortaleza roja, un Tommen angustiado discute con su madre Cersei por ser incapaz de ayudar a liberar a Margaery. Ella logra calmarlo al prometerle ir con el Gorrión supremo para pedir la liberación de los hermanos Tyrell.
Petyr se reúne con Olenna en su burdel completamente saqueado, donde ambos tienen una tensa conversación. Olenna le recuerda a Petyr el papel que jugaron en el asesinato de Joffrey Baratheon, y en caso de la caída de su casa asegura que revelará la verdad. En la septa, Cersei visita rápidamente la celda de Margaery y aprovecha para llevarle algo de comida, pero ella, histérica, lo rechaza. Tras esto, Cersei visita el Gorrión Supremo y tras tener una conversación sobre el futuro de Loras y Margaery, ordena su detención tras saber las relaciones incestuosas que tuvo con su primo Lancel.

### En Invernalia y el Norte
Theon lleva comida a Sansa, quien ha sido encerrada en su habitación desde su noche de bodas. Ella le suplica a Theon que la ayude y le pide que coloque una vela en la torre más alta para dar aviso a Brienne del peligro que corre, y él le promete que lo hará. Sin embargo, en lugar de ir a la torre se dirige a Ramsay y le cuenta todo lo ocurrido. Después, Sansa es llevada al patio y ahí Ramsay le muestra el cadáver torturado de la mujer que le aseguró que aún tenía aliados que podrían ayudarla y luego es enviada de nuevo a su habitación.
En algún lugar cerca, el ejército de Stannis se detiene a acampar debido a la tormenta de nieve. Davos se reúne con Stannis y le dice que los Cuervos de Tormenta, un grupo de mercenarios, huyeron durante la noche. Stannis le dice a Davos que no regresarán al Castillo Negro debido a que el invierno se acerca y de regresar podrían quedarse estancados ahí por años. Tras esto, Stannis le pregunta a Melisandre si está segura de su próxima victoria en la batalla de Invernalia y ella se lo confirma, pero pide a Stannis sacrificar a Shireen al Dios Rojo. Stannis se niega y le ordena marcharse de ahí.

### En el Muro
Jon Nieve parte a Hardhome con Tormund y un grupo de guardabosques tras haber hablado con Allister y Sam. Antes de marcharse, Sam le da a Jon una bolsa con vidrio de dragón por si acaso se enfrenta a caminantes blancos. Después, Sam y Gilly visitan al Maester Aemon, quien se encuentra recostado agonizando. Ambos permanecen con él hasta el anochecer. Aemon muere y por la mañana Sam lo elogia antes de encender su pila funeraria. Posteriormente, mientras Gilly lava ropa es acosada por dos hermanos. Sam llega al lugar y les pide a ambos marcharse, no obstante comienzan a golpearlo y antes de llevarse a Gilly del lugar ven la llegada de Fantasma, el lobo huargo de Jon, y ambos salen huyendo del lugar. A continuación, Gilly sana las heridas de Sam y ambos terminan teniendo sexo.

### Al otro lado del Mar Angosto
Jorah es vendido por Malko a Yezzan zo Qaggaz. Antes de que Yezzan se marche, Tyrion le pide que lo compre a él también dado que es compañero de Jorah, y también lo acaba comprando. En Meereen, Daenerys le habla a Daario Naharis de su inminente matrimonio con Hizdahr zo Loraq. Daario le aconseja que el día que abra las arenas de combate deberá reunir y matar a todos los maestros, pero ella rechaza hacerlo. Yezzan lleva a sus esclavos a Meereen, donde pelearán frente a Daenerys. Cuando Jorah Mormont descubre que Daenerys está viendo la pelea decide entrar y acabar con todos los peleadores, para luego quitarse su casco y mostrarle su identidad. Ella al reconocerlo pide que se lo lleven del lugar, pero él dice tener un regalo para ella. Tyrion entonces aparece en el lugar y se presenta frente a ella.

### En Dorne
Myrcella es llevada con su padre, Jaime, quien le pide que regresen a Desembarco del Rey, pero ella se niega y asegura que su deseo es casarse con Trystane. En las celdas, Bronn es seducido por Tyene Sand, momentos antes de que fueran efectivos los síntomas del veneno que Tyene colocó en la punta de la espada con la que le cortó ligeramente el brazo. Ella confiesa tener el antídoto, pero primero obliga a Bronn a decir que ella es la mujer más bonita del mundo. Al hacerlo, ella le lanza un pequeño frasco y Bronn, medio desmayado en el suelo, logra beberlo.

## Reparto

### Personajes principales
- Peter Dinklage como Tyrion Lannister
- Nikolaj Coster-Waldau como Jaime Lannister
- Lena Headey como Cersei Lannister
- Emilia Clarke como Daenerys Targaryen
- Kit Harington como Jon Snow
- Aidan Gillen como Petyr Baelish
- Natalie Dormer como Margaery Tyrell
- Stephen Dillane como Stannis Baratheon
- Liam Cunningham como Davos Seaworth
- Carice van Houten como Melisandre
- John Bradley-West como Samwell Tarly
- Sophie Turner como Sansa Stark
- Hannah Murray como Gilly
- Jerome Flynn como Bronn
- Alfie Allen como Theon Greyjoy/"Hediondo"
- Michiel Huisman como Daario Naharis
- Kristofer Hivju como Tormund Giantsbane
- Iwan Rheon como Ramsay Bolton
- Dean-Charles Chapman como Tommen Baratheon
- Iain Glen como Jorah Mormont

### Personajes secundarios
- Diana Rigg como Olenna Tyrell
- Jonathan Pryce como el Gorrión Supremo
- Peter Vaughan como Maestre Aemon (Última aparición)
- Owen Teale como Alliser Thorne
- Ben Crompton como Edd Tollett
- DeObia Oparei como Areo Hotah
- Enzo Cilenti como Yezzan zo Qaggaz
- Keisha Castle-Hughes como Obara Sand
- Rosabell Laurenti Sellers como Tyene Sand
- Jessica Henwick como Nymeria Sand
- Nell Tiger Free como Myrcella Baratheon
- Brenock O'Connor como Olly
- Eugene Simon como Lancel Lannister
- Adewale Akinnuoye-Agbaje como Malko
- Hannah Waddingham como Septa Unella
- Brian Fortune como Othell Yarwyck
- Michael Condron como Bowen Marsh
- Ian Lloyd Anderson como Derek
- Jonathan Byrne como Brant